# Méthode de Frobenius
En analyse, la méthode de Frobenius, du nom du mathématicien allemand Ferdinand Georg Frobenius, est une technique d'obtention du développement en série entière des solutions d'une équation différentielle linéaire de la forme :
{\displaystyle {\frac {\mathrm {d} ^{2}u}{\mathrm {d} z^{2}}}+p(z){\frac {\mathrm {d} u}{\mathrm {d} z}}+q(z)u=0,}
la variable z étant en général complexe, au voisinage du point z = a, sous réserve que p(z) et q(z) soient analytiques, ou possèdent un point singulier dit régulier en ce point. Si ces conditions sont respectées, la méthode de Frobenius permet alors de déterminer au moins une solution de la forme :
{\displaystyle u(z)=\sum _{n=0}^{+\infty }{a_{n}(z-a)^{n+r}},\qquad (a_{0}\neq 0),r\in \mathbb {R} .}
Cette méthode se généralise à une équation différentielle linéaire d'ordre p quelconque, sous réserve des conditions de régularité suffisantes sur les fonctions {\displaystyle p_{k}(z)} apparaissant devant chacune des dérivées {\displaystyle y^{(k)},\quad k=0,\dots ,p-1}.

## Principes généraux
Il est fréquent qu'il ne soit pas possible d'intégrer directement les équations différentielles, même linéaires, et d'en exprimer les solutions à partir de polynômes ou de fonctions transcendantales "ordinaires" (par exemple exponentielle, logarithme, fonctions trigonométriques…). Par ailleurs, même si une solution analytique peut être obtenue, celle-ci peut avoir une forme très complexe, et peu utilisable en pratique.
Pour toutes ces raisons, il est utile de disposer de méthodes permettant d'obtenir des formes approchées des solutions d'une équation différentielle. Ces méthodes peuvent être classées en deux grandes catégories :
- des méthodes locales, où l'on cherche à exprimer la solution approchée au voisinage d'un point particulier ;
- des méthodes globales, où l'on cherche à exprimer cette solution approchée sur un certain intervalle : il s'agit essentiellement des méthodes de perturbation, où l'on simplifie l'équation initiale en négligeant certains termes, ce qui rend l'équation facilement intégrable, avant de tenir compte des termes négligés en utilisant la solution « d'ordre 0 » ainsi obtenue. Ce type de méthode est fréquemment utilisée en astronomie ou en physique quantique.

### Principe de la méthode
La méthode de Frobenius appartient à la première catégorie de méthodes. Comme indiqué en introduction, elle s'applique aux équations différentielles linéaires du second ordre de la forme générale :
{\displaystyle {\frac {\mathrm {d} ^{2}u}{\mathrm {d} z^{2}}}+p(z){\frac {\mathrm {d} u}{\mathrm {d} z}}+q(z)u=0,}
et permet d'obtenir au voisinage d'un point z = a un développement d'au moins une solution en série entière de la forme {\displaystyle u(z)=\sum _{n=0}^{+\infty }{a_{n}(z-a)^{n+r}},\qquad (a_{0}\neq 0),r\in \mathbb {R} .}
Le principe sera de substituer cette expression dans l'équation différentielle, et par identification terme à terme de déterminer r puis une expression des coefficients an, qui fait généralement intervenir une relation de récurrence liant entre ceux-ci. 

### Existence et convergence de la série
Si du fait de la linéarité de l'équation différentielle il est toujours possible, formellement, d'effectuer cette substitution, la question de la convergence de la série, et du rayon associé, se pose. Il est utile de se placer pour cette question dans le plan complexe. 
En effet, une fonction u de variable complexe (et uniforme) dérivable au voisinage d'un point {\displaystyle z=a\in \mathbb {C} } est en fait indéfiniment dérivable dans ce voisinage. Elle est alors dite analytique autour de ce point, et pour tout point contenu dans le domaine autour de a où u est analytique, elle est développable en série entière,, avec une convergence uniforme dans tout le domaine considéré.

#### Points réguliers et singuliers
De façon générale, pour un point {\displaystyle z=a\in \mathbb {C} } une fonction de variable complexe, analytique dans un domaine {\displaystyle r<|z-a|<R} autour de ce point, est développable en série de Laurent : 
{\displaystyle u(z)=\sum _{n=-\infty }^{n=+\infty }{u_{n}(z-a)^{n}},}
ce développement étant unique, et la convergence uniforme dans tout le domaine considéré. La série {\displaystyle \sum _{n=0}^{n=+\infty }{u_{n}(z-a)^{n}}} est la partie régulière du développement, la série {\displaystyle \sum _{n=-\infty }^{n=-1}{u_{n}(z-a)^{n}}} étant la partie principale de celui-ci.
Si u est analytique en a, tous les coefficients de la partie principale de son développement de Laurent sont nuls : ce type de point est dit régulier. Dans le cas contraire, le point est dit singulier, et il est possible de distinguer : 
- les points singuliers essentiels, pour lesquels la partie principale du développement comprend une infinité de termes : dans ce cas, {\displaystyle \lim _{z\to a}u(z)} n'existe pas ;
- les pôles d'ordre p, pour lesquels la partie principale comprend un nombre fini de termes et est de la forme : {\displaystyle {\frac {u_{-p}}{(z-a)^{p}}}+{\frac {u_{-p+1}}{(z-a)^{p-1}}}+\dots +{\frac {c_{-1}}{(z-a)}}}.

#### Forme générale des solutions - Théorème de Fuchs
Les notions précédentes permettent de préciser les conditions d'existence d'au moins une solution de l'équation différentielle admettant, dans un domaine de rayon non nul autour du point considéré, un développement en série entière de la forme proposée plus haut. 
De fait, il est possible de démontrer alors le théorème suivant relatif à l'existence d'une telle solution :
- Si, dans l'équation différentielle de la forme {\displaystyle u''+p(z)u'+q(z)u=0}, les fonctions p et q sont analytiques dans le domaine {\displaystyle r<|z-a|<R,\quad 0<r<R}, il existe alors une solution de l'équation de la forme générale {\displaystyle u(z)=(z-a)^{r}f(z)}, avec {\displaystyle r\in \mathbb {C} } constant, et f analytique sur tout le domaine considéré.

Si alors p(z) et q(z) sont en plus analytiques sur le domaine {\displaystyle |z-a|<R} incluant z = a, ce point sera dit ordinaire. Si ce n'est pas le cas, le point sera qualifié de singulier. Si cependant il existe, pour toute solution de l'équation différentielle, un réel s tel que {\displaystyle \lim _{z\to a}{(z-a)^{s}u(z)}=0}, le point singulier est dit régulier. Dans le cas contraire, il sera irrégulier.
Le théorème de Fuchs (en), précise alors que {\displaystyle z=a} sera un point singulier régulier si {\displaystyle (z-a)p(z)} et {\displaystyle (z-a)^{2}q(z)} sont analytiques dans tout le domaine {\displaystyle |z-a|<R,\quad R>0}. 
Il est aussi possible d'étudier le caractère régulier ou singulier à l'infini, en effectuant dans l'équation différentielle le changement de variable (transformation de Möbius) {\displaystyle w=1/z}, et d'étudier le comportement en w = 0. 
Exemple : soit l'équation différentielle {\displaystyle zu''+(\beta -z)u'-\alpha u=0,\quad \alpha ,\beta \in \mathbb {R} }. Clairement {\displaystyle p(z)={\tfrac {\beta }{z}}-1} et {\displaystyle q(z)=-{\tfrac {\alpha }{z}}} sont analytiques sur tout le plan complexe sauf en l'origine, dont il est évident qu'elle constitue un pôle d'ordre 1. Comme en revanche {\displaystyle P(z)=zp(z)=\beta -z} et {\displaystyle Q(z)=z^{2}q(z)=-\alpha z} sont analytiques à l'origine, le point {\displaystyle z=0} constitue un point singulier régulier.
Si l'on effectue alors le changement de variable {\displaystyle w=1/z} l'équation différentielle se met sous la forme {\displaystyle u''+\left({\tfrac {2-\beta }{w}}+{\tfrac {1}{w^{2}}}\right)u'-{\tfrac {\alpha }{w^{3}}}u=0,{\text{ avec }}u=u(w)}, donc dans ce cas il est clair que {\displaystyle wp(w)=2-\beta +{\tfrac {1}{w}}} et {\displaystyle w^{2}q(w)=-{\tfrac {\alpha }{w}}} ne sont pas analytiques en {\displaystyle w=0} : on en déduit donc que {\displaystyle z=\infty } est un point singulier irrégulier pour cette équation différentielle.
Par suite, si en {\displaystyle z=a} les fonctions p et q sont analytiques, ou sont telles que ce point soit un point singulier régulier, alors il existera au moins une solution de la forme générale {\displaystyle u(z)=(z-a)^{r}f(z)}, avec r réel et f analytique dans un voisinage {\displaystyle a<|z-a|<R,\quad R>0}. Il est clair d'après ce qui précède que ce rayon de convergence R sera égal au minimum à la distance au point singulier le plus proche de {\displaystyle z=a}. Tout ceci justifie la forme du développement proposé dans la méthode de Frobenius.

## Exposé de la méthode
La méthode de Frobenius comporte les étapes suivantes :
- Soit l'équation différentielle  de la forme générale {\displaystyle {\frac {\mathrm {d} ^{2}u}{\mathrm {d} z^{2}}}+p(z){\frac {\mathrm {d} u}{\mathrm {d} z}}+q(z)u=0,} et un point ordinaire, ou singulier régulier en {\displaystyle z=a}, on pose {\displaystyle P_{a}(z)=(z-a)p(z)} et {\displaystyle Q_{a}(z)=(z-a)^{2}q(z)}, lesquelles fonctions sont analytiques au point considéré ;
- On substitue dans l'équation différentielle l'expression de la solution sous la forme de la série entière (dite de Frobenius): {\displaystyle u(z)=\sum _{n=0}^{\infty }a_{n}(z-a)^{n+r},\qquad (a_{0}\neq 0),} avec {\displaystyle r\in \mathbb {R} }, appelé exposant indiciel[ref 2].
- Il vient alors successivement les expressions suivantes pour les différents termes de l'équation différentielle :
  - {\displaystyle q(z)u=\sum _{n=0}^{+\infty }{a_{n}Q_{a}(z)(z-a)^{n+r-2}},}
  - {\displaystyle p(z){\frac {\mathrm {d} u}{\mathrm {d} z}}=\sum _{n=0}^{+\infty }{a_{n}(n+r)P_{a}(z)(z-a)^{n+r-2}},}
  - {\displaystyle {\frac {\mathrm {d} ^{2}u}{\mathrm {d} z^{2}}}=\sum _{n=0}^{+\infty }{a_{n}(n+r)(n+r-1)(z-a)^{n+r-2}}.}
- Par suite l'équation différentielle se met sous la forme :

{\displaystyle (z-a)^{r}\left(\sum _{n=0}^{+\infty }{a_{n}\left[(n+r)(n+r-1)+P_{a}(z)(n+r)+Q_{a}(z)\right](z-a)^{n-2}}\right)=0,}
or par identification cette égalité n'est vérifiée que si chacun des termes de même degré en z de la somme est nul.
- Par convention, on suppose que {\displaystyle a_{0}\neq 0} et l'on considère le terme d'ordre le plus bas, soit celui en {\displaystyle z^{r-2}}, évalué en {\displaystyle z=a} où par définition {\displaystyle P_{a}(z)} et {\displaystyle Q_{a}(z)} sont analytiques, il vient une équation du second degré en r appelée équation indicielle :

{\displaystyle r^{2}+(P_{a}(0)-1)r+Q_{a}(0)=0,}
dont les racines sont notées de façon générale {\displaystyle r_{1}} et {\displaystyle r_{2}} avec {\displaystyle r_{1}>r_{2}}.
- La substitution dans les termes suivants d'une des valeurs de r ainsi obtenues permet d'obtenir une expression des coefficients {\displaystyle a_{n}}, {\displaystyle a_{0}} restant arbitraire (le plus souvent on prend {\displaystyle a_{0}=1}). Généralement cette expression prend la forme d'une relation de récurrence entre {\displaystyle a_{n}}, {\displaystyle a_{n-1}} et {\displaystyle a_{n+2}}.

### Exemples d'application
Deux exemples permettent d'illustrer la méthode :
- Soit l'équation différentielle {\displaystyle z^{2}u''-zu'+(1-z)u=0}, qui se met aussitôt sous la forme {\displaystyle u''-{1 \over z}u'+{1-z \over z^{2}}u=0.}

Par suite {\displaystyle p(z)=-{1 \over z}} et {\displaystyle q(z)={1-z \over z^{2}}}, ces fonctions admettant bien un point singulier régulier en z = 0, et {\displaystyle P_{0}(z)=-1}, {\displaystyle Q_{0}(z)=1-z}.
D'après ce qui précède, la substitution dans l'équation du développement en série de Frobenius pris autour de z = 0 donne :
{\displaystyle z^{r}\left(\sum _{n=0}^{+\infty }{a_{n}\left[(n+r-1)^{2}z^{n-2}-z^{n-1}\right]}\right)=0},
soit encore, après réarrangement des termes de même degré n :
{\displaystyle (r-1)^{2}a_{0}z^{r-2}+\sum _{n=1}^{\infty }\left((n+r-1)^{2}a_{n}-a_{n-1}\right)z^{n+r-2}=0},
l'équation indicielle étant, elle, donnée par {\displaystyle (r-1)^{2}=0}, laquelle admet la racine double {\displaystyle r=1}.
La substitution de cette valeur de l'exposant indiciel dans l'expression précédente donne alors :
{\displaystyle \sum _{n=1}^{\infty }\left((n^{2}a_{n}-a_{n-1}\right)z^{n-1}=0,}
ce qui implique la relation de récurrence {\displaystyle a_{n+1}={\frac {a_{n}}{(n+1)^{2}}}}, soit en fonction de {\displaystyle a_{0}} l'expression {\displaystyle a_{n}={\frac {a_{0}}{(n!)^{2}}}}.
- Soit l'équation différentielle : {\displaystyle u''-{\frac {6}{z^{2}}}u=0}, pour laquelle z = 0 est un point singulier régulier de façon évidente. Dans ce cas, {\displaystyle P_{0}(z)=0}, {\displaystyle Q_{0}(z)=-6} et l'équation indicielle est donnée par {\displaystyle r^{2}-r-6=0}, laquelle admet deux racines distinctes {\displaystyle r_{1}=3} et {\displaystyle r_{2}=-2}.

La substitution du développement en série entière de {\displaystyle u(z)} donne, elle, l'expression :
{\displaystyle \sum _{n=0}^{+\infty }{a_{n}\left((n+r)(n+r-1)-6\right)z^{n+r-2}}=0} ce qui implique que {\displaystyle a_{n}=0} pour {\displaystyle n\neq 0} pour toutes les valeurs de r.
Il n'y a donc pas de relation de récurrence, toutefois en prenant {\displaystyle a_{0}=1} on obtient cependant deux solutions possibles {\displaystyle u_{1}(z)=z^{3}} et {\displaystyle u_{2}(z)=z^{-2}}. Il est facile de vérifier qu'il s'agit bien de solutions de l'équation, toutefois la seconde n'est pas analytique en l'origine (pôle d'ordre 2).